# Jakobsholt
Jakobsholt ist eine Hofschaft in Radevormwald im Oberbergischen Kreis im nordrhein-westfälischen Regierungsbezirk Köln in Deutschland.

## Lage und Beschreibung
Jakobsholt liegt im Norden von Radevormwald an der Grenze zu Ennepetal. Die Nachbarorte heißen Birken, Sondern, Freudenberg und Landwehr. Der Ort ist über die Landesstraße 130 erreichbar, die bei Freudenberg an die Bundesstraße 483 angebunden ist.
Der Brebach entspringt im Norden der Hofschaft. Dieses Gewässer mündet bei Griesensiepen in den Spreeler Bach.

## Geschichte
Um 1400 wurde der Ort das erste Mal urkundlich erwähnt. „Im Hofesrecht des Freihofes von Remlingrade werden Jakobs houve und Jakobs holte genannt“.
1815/16 besaß der Ort 25 Einwohner. 1832 gehörte der Ort zum Kirchspiel Remlingrade des ländlichen Außenbezirks der Bürgermeisterei Radevormwald. Der laut der Statistik und Topographie des Regierungsbezirks Düsseldorf als Weiler kategorisierte Ort besaß zu dieser Zeit vier Wohnhäuser. Zu dieser Zeit lebten 29 Einwohner im Ort, alle evangelischen Glaubens. 1888 sind in dem Gemeindelexikon der Rheinprovinz drei Wohnhäuser mit 26 Einwohnern verzeichnet.

## Wander- und Radwege
350 m westlich von Jakobsholt führt der über Birken und Oberönkfeld verlaufende Ortsrundwanderweg A6 vorbei.